# Riu Sangari

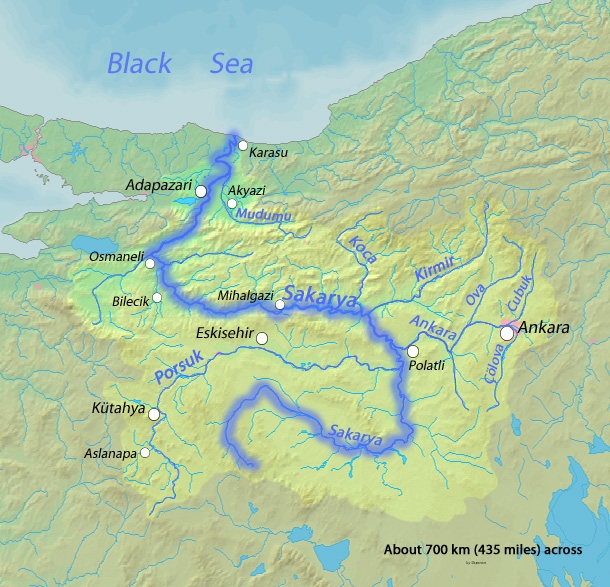
Mapa del Sangari

|  | Per a altres significats, vegeu «Sangari». |

|  | «Sakarya» redirigeix aquí. Vegeu-ne altres significats a «Província de Sakarya». |

El riu Sangari (turc: Sakarya; grec antic: Σαγγάριος, llatí: Sangarius) és un riu de Turquia, el tercer més llarg del país, al centre d'Anatòlia.
La font és al Bayat Yaylası, un altiplà al nord-est d'Afyon. S'hi ajunta el Porsuk Çayı prop de la població de Polatlı; el riu corre a través de les planes d'Adapazarı Ovası i desaigua a la mar Negra.
El Sangari és un dels principals rius d'Anatòlia. El seu curs és tortuós, i una part del riu va formar durant un temps la frontera entre Frígia i Bitínia. La part del riu que era a Bitínia va ser, a l'antiguitat, molt famosa per la seva abundància de peixos. Els principals afluents eren l'Alandre, el Batis, el Timbres i el Gal·los, segons els Iambes al Rei Nicomedes, Plini el Vell i Titus Livi. En temps de l'Imperi Romà d'Orient, un pont construït per Justinià I travessava el riu. A l'edat mitjana hi va viure la tribu Söğüt, que va fundar l'estat otomà.